# Grupo Bimbo

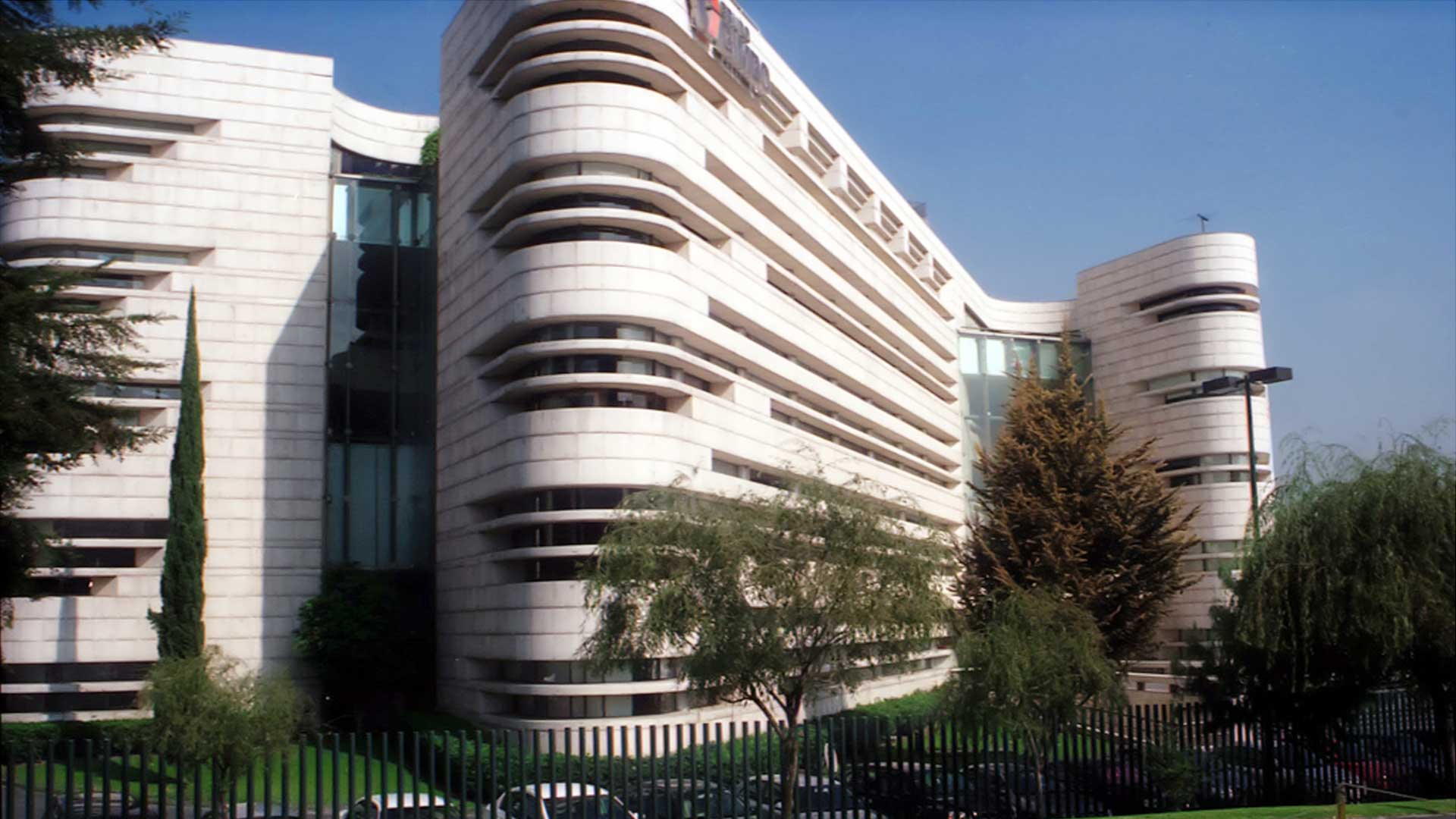
A sede do Grupo Bimbo.

O Grupo Bimbo foi fundado no México em 1945. Atualmente é uma das mais importantes empresas de panificação do mundo pelo posicionamento da marca e volume de produção e de vendas.
Além de ser líder no mercado no México e no resto da América Latina, é também uma empresa bastante forte a nível mundial, com mais de 10 mil produtos diferentes uma rede de distribuição com mais de dois milhões de pontos de venda.
Em julho de 2016 adquiriu a reestruturada Panrico, detentora de marcas como Donuts, Filipinos ou Chiquilín.

## Marcas
O Grupo Bimbo é dono de marcas como:
- Pullman
- Plus Vita
- Nutrella (Brasil)
- Ana Maria
- Pingüinos
- Crocantíssimo
- Rap 10
- Madalenas

## Marketing
Marketing Desportivo: O Grupo Bimbo patrocina diversas equipes de futebol, como Club de Fútbol América, Chivas Guadalajara e Monterrey, da Primeira División de México; e Philadelphia Union, da MLS.
Todos os anos organiza a Bimbo Global Race  uma corrida mundial de cariz solidário.

## Aquisições relevantes
- 1964: Sunbeam - Quality Bakers of America (licença no México)
- 1995: Coronado (México), Grupo Ideal (Chile)
- 1998: Mrs. Baird's (EUA)
- 2001: Plus Vita, Pullman (Brasil)
- 2002: George Weston Limited (EUA)
- 2004: Joyco (México)
- 2005: El Globo, La Corona (México)
- 2006: Panrico (China)
- 2008: Nutrella (Brasil)
- 2009: George Weston Foods Ltd. (EUA)
- 2010. Vero (México)
- 2011: Sara Lee North American Fresh Bakery (Estados Unidos), Fargo (Argentina), Bimbo Iberia (Espanha e Portugal)[2]
- 2014: Canada Bread (Canadá), Supán (Equador)
- 2015: Vachon, Padaria Caseira Italiana (Canadá)[3]
- 2016: Panettiere (Colômbia), General Mills (Argentina), Panrico S.A.U. (Espanha e Portugal)[4]
- 2017: Adghal Group (Marrocos),[5] East Balt Bakeries (Estados Unidos),[6] 65% das acções da Ready India Private Limited (Índia)[7]
- 2018: Nutra Bien (Chile),[8] El Paisa (Colômbia), Grupo Mankattan (China)[9]

## Números de vendas globais em milhões de pesos mexicanos nominais
| Ano  | Total de vendas líquidas (MXN) | Total activos (MXN) | Total passivos (MXN) | Capital (MXN) |
| ---- | ------------------------------ | ------------------- | -------------------- | ------------- |
| 2012 | $173,139                       | $137,140            | $90,082              | $47,058       |
| 2013 | $176,041                       | $134,727            | $86,944              | $47,783       |
| 2014 | $187,053                       | $177,761            | $124,159             | $53,602       |
| 2015 | $219,186                       | $199,633            | $137,774             | $61,859       |
| 2016 | $252,141                       | $245,165            | $170,089             | $75,076       |
| 2017 | $267,515                       | $259,249            | $182,225             | $77,024       |
| 2018 | $288,266                       | $263,316            | $178,741             | $84,575       |
| 2019 | $291,926                       | $279,081            | $200,770             | $78,311       |